# Jens Zetlitz
Jens Zetlitz (26. ledna 1761 – 14. ledna 1821), byl norský básník pocházející ze Stavangeru. Studoval teologii v Kodani. Zde se stal členem tzv. „Norské společnosti“ a proslavil se svými pijáckými písněmi.
Po Jensi Zetlitzovi je dnes v Stavangeru pojmenována ulice.